# Rapsonic
 (avril 2020).
Si vous disposez d'ouvrages ou d'articles de référence ou si vous connaissez des sites web de qualité traitant du thème abordé ici, merci de compléter l'article en donnant les références utiles à sa vérifiabilité et en les liant à la section « Notes et références ».
Rapsonic est un groupe de hip-hop français originaire de Plaisir, dans les Yvelines.
Formé en 1987 et dissout en 1990, il est composé par Steph Def Think (Stéphane Joachim devenu par la suite Big Red), Cool MC (Henri Tavares) et Doc Phil (Fulgence « Fil » Samoela), assistés aux platines par Crazy B (Nicolas Vadon). Ils sont rejoints plus tard (en 1989) par DJ Juan (Juan Massenya) et Faster Jay.

## Biographie
Pionnier du rap et du hip hop en France, Rapsonic fut parmi les tout premiers groupes à signer dans une major, chez Tréma* (le label de Michel Sardou, aujourd'hui un des labels d'Universal France), pour un maxi 45t.
Avec son unique disque, « Vas-y, mets la dose » sorti en 45t Single et Maxi 45t, le groupe connaît un succès d'estime et passe à la télévision française (Nulle part ailleurs en 19 ?? ref à préciser, …). Il fait la première partie du concert du groupe Assassin à La Cigale en 1990.
Le groupe participe aussi au voyage de trois jours en Italie d'une délégation de 20 artistes hip hop (dont MC Solaar, Menelik et les Ladies Night) organisé par Georges Lapassade de l'« Université du hip hop » Paris 8-Saint-Denis,. Ils y rencontrent les étudiants de l'université de Rome alors occupée, et donnent des concerts à la RAI (première chaîne de télé d'Italie).
Tout à la fin de sa courte existence, le groupe commençait à prendre une orientation reggae/ragga qui sera poursuivie par Raggasonic. Il se sépare en 1990.
Steph Def Think devient Big Red et crée Raggasonic en 1990.
Crazy B rejoint Alliance Ethnik en 1990. Il est aujourd'hui membre du groupe de DJs Birdy Nam Nam.
Cool MC meurt en 2005.
Doc Phil continue à faire de la musique, notamment avec Crazy B, tout en devenant un formateur multimédia apprécié. Il meurt en décembre 2018.

## Discographie
- Vas-y Mets La Dose (12",Maxi) Trema 510479 France 1989[4],[5]
- Vas-y Mets La Dose (7", Single) Trema 410479, Trema 140479 France 1989[6],[7].

## Documentaire
Rapsonic apparaît dans l'épisode no 9 de la web série de Pascal Tessaud Paris 8 - La fac hip-hop visible sur le site internet d'Arte à partir du lundi 8 avril 2019 ,